# Agulla barri
Agulla barri is een kameelhalsvliegensoort uit de familie van de Raphidiidae. De soort komt voor in het zuidwesten van de Verenigde Staten.
De naam Agulla barri werd voor het eerst gepubliceerd door Ulrike Aspöck in 1973.